# フレデリック・ウィリアム・ヘンリー・マイヤース

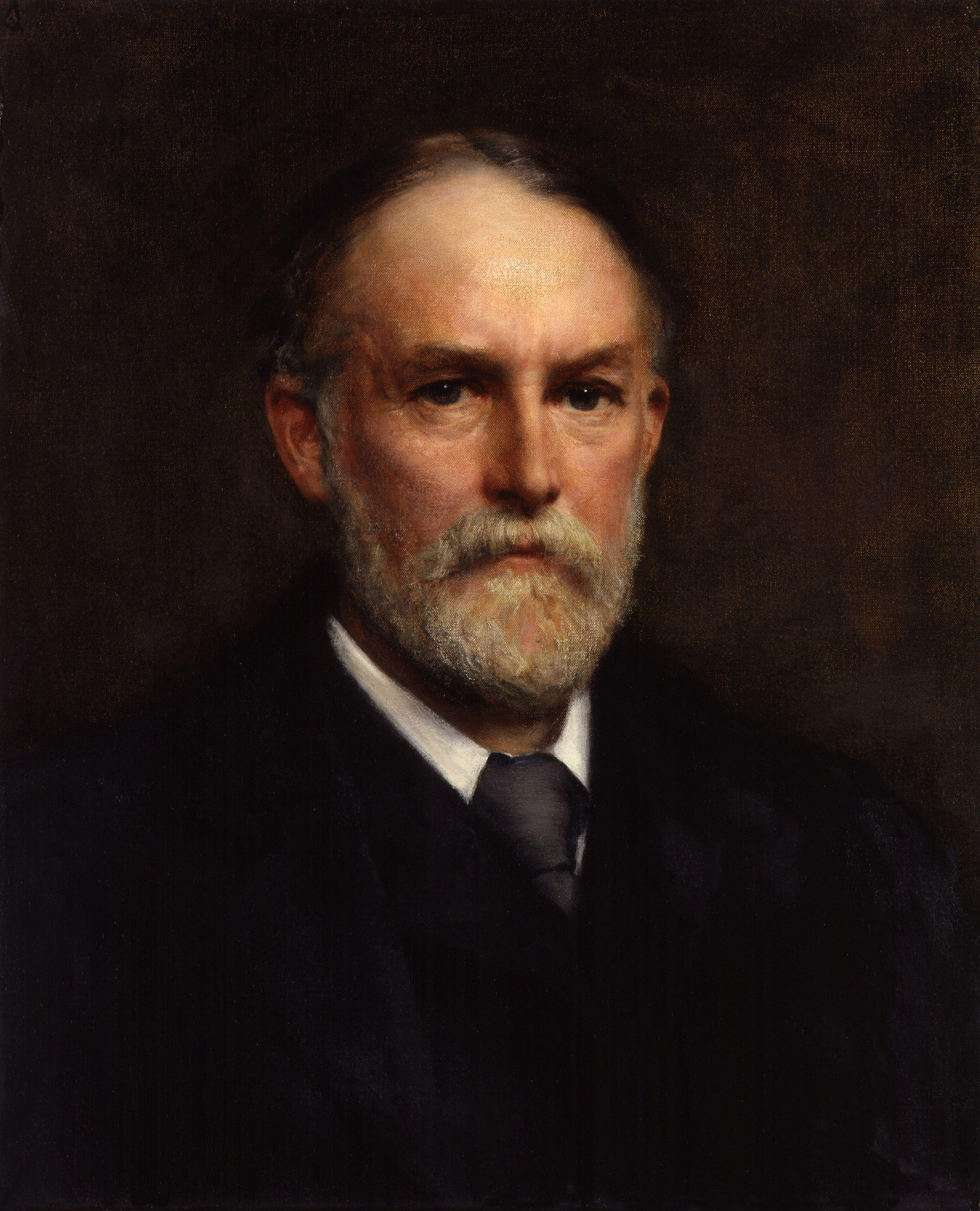
フレデリック・ウィリアム・ヘンリー・マイヤース

フレデリック・ウィリアム・ヘンリー・マイヤース（Frederick William Henry Myers, 1843年2月6日 - 1901年1月17日）は、古典文学者、詩人、心霊研究の開拓者として知られる。また初期の深層心理学研究における重要な研究者であり、ウィリアム・ジェームズ、ピエール・ジャネ、テオドール・フルルノワ、カール・グスタフ・ユングらに影響を与えたと言われている。
幼いころからギリシャ語、ラテン語を中心とする古典教育を受け、14歳で詩のコンテストに優勝するなど才能を示し、次代を担う詩人になると期待されていた。詩人として立つ夢とその重責の間で葛藤し、最終的に詩人となることをあきらめるが、彼の詩人としての本質やロマン主義復興の影響は、後の心霊主義の研究にも表れている。『聖パウロ』（1867年）、『洗礼者聖ヨハネ』（1868年）など数多くの詩作に加えて、古典語の知識を生かしたプラトン、ホメロス、アイスキュロス、ルクレティウス、ウェルギリウス、ホラティウス、オウィディウスなど古代ギリシャ・ローマ文学の研究、ワーズワースの評伝等の業績が知られている。『聖パウロ』はイギリス文学者の斎藤勇によって昭和初期に日本語に翻訳されており、当時の日本では現代詩人として知られていた。
牧師の息子であったが、信仰と理性を和解させることができず、キリスト教から離れた。青年期は同性愛者であり、Arthur Sidgwick、詩人のJohn Addington Symondsと恋愛関係にあった。キリスト教を離れたことで、霊魂が死によって消滅するという不安に悩み、1873年以降知人が開いていた降霊会に積極的に参加し、オックスフォード大学出身の霊媒ウィリアム・ステイントン・モーゼスの降霊実験に感銘を受ける。霊魂の死後存続の予感から、その証明のために心霊主義の研究を行い、彼の神なき世界において神のような存在であった恋人アニー・イライザの死を契機に、本格的に心霊主義を研究するようになった。1880年代に、師であるヘンリー・シジウィックらと共に心霊現象研究協会（SPR）を創立した。
当初は死者の霊との交流を目指していたが、心霊現象そのものについての思索を深めていった。精力的に心霊研究を行い、心霊現象研究協会の機関誌「会報」に論文を発表し、当初は全ての論文に目を通し学術的水準の高さを保った。全2巻からなる大著『人間の人格とその死後存続』（Human Personality and its Survival of Bodily Death 、死後刊行）は、彼の心霊研究の集大成であると共に、心霊主義の契機となったハイズヴィル事件（1848年）以降の心霊現象全体を統一的に俯瞰する内容であり、「潜在意識」「天才における潜在意識の奔出」「催眠現象」「自動現象」などが扱われている。後の心霊学に多大な影響を与えた。彼の心霊主義（超心理学）の研究とサブリミナル・セルフ（英: subliminal self、閾下自我、不自覚識）というアイデアは、当時大きな影響を与えたが、科学者集団には受け入れられなかった。アンリ・エレンベルガーは『無意識の誕生』で、マイヤーズの試みがユングの探究のさきがけになっていることを指摘している。
マイヤーズは科学から白眼視され、宗教からは非難されていた事象を研究し、宗教の根本教義に関わる魂の死後存続や、キリストの復活を始めとする諸現象を、科学的に証明しようと考えた。人格の一部は、外見上身体組織とは独立した仕方で作動でき、分離した人格はメタエーテルの場でその活動が顕在化すると考えた。これが霊であり、存続する個人エネルギーの顕現であるとした。人間の識閾上の部分でのコミュニケーション（知的・意識的交渉）が存在するのと同じように、識閾下の部分（無意識）でのコミュニケーションが存在するに違いないと考え、テレパシーはそこに関わってくるのではないかと推測した。よって、人間は互いに四肢（メンバー）であり、識閾下の部分で常に交渉しているのだから、テレパシーは愛の証明になり、これが聖者たちの共同体の地上における始まりであると考えたのである。
彼が創案した「超常 supernormal」「テレパシー telepathy」などの用語は現在も使われている。霊による現象と、霊媒や同席者の潜在意識やテレパシーによる現象を区別しなければならないと考え、厳密な調査や実験を行った。この考え方は後のSPRの懐疑主義、特に心霊現象のほとんどは潜在意識とテレパシーによるものだとする姿勢につながったとも言われる。

## 年譜
- 1843年、英国カンバーランド州（現カンブリア州）のケスウィックにある牧師の家に、父 Frederic Myers (1811–1896)[8]・母 Susan Harriet Myers（1811–1896、富豪Marshall家出身)[9]の子として生まれる。3人兄弟の長男。
- 1851年　マイヤース7歳の時、父が死去。
- 1856年　グロスターシャーに転居。このころから飛びぬけた古典文学の才能を見せる。この後チェルトナム校を卒業し、ケンブリッジ大学のトリニティ・カレッジで学び、倫理学教授ヘンリー・シジウィックの指導を受ける。古典研究という共通の関心から、ふたりの親交が始まる。
- 1860年　シジウィックによる古典学の個人指導を受け、師弟関係になる。
- 1865年　学士号を取得[10][11]。ケンブリッジ大学の講師になる。
- 1867年　長編の宗教詩『聖パウロ』を発表。評判となる。
- 1868年　長編の宗教詩『洗礼者聖ヨハネ』を発表。
- 1869年　ケンブリッジ大学退官。
- 1871年　シジウィックとの問答から、心霊研究を始める。
- 1872年　視学官として再びケンブリッジに招聘され、構内に住居を構えて終生住む。従兄弟の妻アニー・マーシャルとスイスの保養地で出会い、悩みを打ち明けられ恋愛関係になる[3]。
- 1873年　降霊会に積極的に参加するようになる。
- 1874年　エドマンド・ガーニーと共に叔母の家で行われた降霊会に出席し、霊媒のウィリアム・ステイントン・モーゼスと出会う。
- 1876年　アニーの夫が精神病を発症して通常の生活ができなくなり、アニーは湖に投身自殺[3]。これを契機に本格的な心霊研究が始まる。
- 1877年　フランスの霊媒を通してアニーのものとされるメッセージを受け取る[3]。
- 1880年　写真家のエヴェリン（Eveleen Tennant）と結婚。のちに子供3人をもうける。（子どものうち一人は小説家のLeo Myers）
- 1881年　Wordsworthを発表。
- 1882年　シジウィック、アーサー・バルフォア、ウィリアム・フレッチャー・バレット、ガーニーらと共にSPRを創立。機関誌「会報」創刊。
- 1883年　Essays, Classical and Modernを発表。
- 1884年　Visible Apparitions（エッセイ）を発表。
- 1886年　Phantasms of the Living（ガーニー、ポドモアと共著）を発表。
- 1888年　ガーニー死去。
- 1889年　霊媒レオノーラ・パイパー（パイパー夫人）が米国から渡英。マイヤース宅に滞在し降霊会を開く。
- 1892年　モーゼス死去。霊界との膨大な通信記録（『霊訓』の基になったノート）をマイヤースに遺託した。
- 1893年　Science and a Future Lifeを発表。
- 1895年　イタリア人霊媒ユーサピア・パラディーノ（英語版）を招いて調査を行う。
- 1900年　シジウィック死去。マイヤースSPR会長に就任。
- 1901年　ローマに療養に行き、1月に58歳で客死。墓は生家の近くに作られた。

## 著作
- 1867年 St Paul
- 1881年 Wordsworth
- 1883年 Essays, Classical and Modern
- 1884年　Visible Apparitions（エッセイ）
- 1886年　Phantasms of the Living
- 1893年　Science and a Future Life
- 1903年 Human Personality and its Survival of Bodily Death（死後刊行）
- 1904年 『断片』（自伝、死後刊行。執筆は1893年）

## 死後
マイヤースは生前、自分で書いたメッセージを密封した封筒に入れてオリバー・ロッジに託し、「自分が死んだら中身を霊界通信で送る」と言っていた。しかし、死後間もなく様々な霊媒から大量の通信が届いたので1904年にロッジが開封して確認したところ、すべて間違っていたという。
死後30年を経過して、ジェラルディン・カミンズという霊媒を通じて霊界から通信を送ってきたとされている。通信をまとめた『永遠の大道』については、マイヤースの友人でありSPRの会長でもあった物理学者オリバー・ロッジが鑑定し、多くの点でマイヤースの特徴が見られると判定した。
マイヤースは生前唱えていた説を、死後の世界で改めて調査・考察し、それを発展させ、霊媒を通じて報告されたものとされている。精神的な存在の霊魂はグループに属し、人生経験を共有し霊的進化の道を進むという考えが唱えられたが、マイヤーズの生前の学説における「群心」だけでなく、西洋の秘教（エゾテリズム）、黄金の夜明け団など西洋魔術にも、個々の精神的存在は思念のグループを構成し、互いに影響し合うという類似の概念が見られる（参考：トゥルパ#神智学と思念形態）。現代のオカルトでは、 group soul（類魂）、thoughtform（思念形態、想念形態）、collective group mind、Egregoreなどと呼ばれる。
マイヤーズの霊界からのメッセージとされるものをまとめたもの
- 1932　The Road to Immortarity  （邦題：永遠の大道／ジェラルディン・カミンズ著、近藤千雄訳、心の道場刊）
- 1935　Beyond Human Personality  （邦題：個人的存在の彼方／ジェラルディン・カミンズ著、E.B.ギブス編／近藤千雄訳、心の道場刊）

## 参考
- ISS Frederic Myers